# Джанаки Рамачандран
Джанаки Рамачандран, при рождении Вайком Нараяни Джанаки (там. வி. என். ஜானகி; 30 ноября 1923, Вайком, Британская Индия — 19 мая 1996, Мадрас) — индийская актриса

, звезда тамильского кинематографа, политический и государственный деятель. Лидер АИАДМК, одной из двух ведущих региональных партий индийского штата Тамилнад (1988—1989). Главный министр (премьер-министр) штата Тамилнад (1988). Была первой женщиной, ставшей главным министром штата Тамилнад, а также была первой актрисой, ставшей главным министром в истории Индии.

## Биография
Представительница касты Наиры. Дочь тамильского брахмана, известного музыканта.
Получила образование в области индийского классического танца бхаратнатьям, была участницей танцевальной труппы. В 1939 году начала сниматься в кино. Приобрела популярность благодаря своей роли в фильме Velaikaari (1949).
Всего она снялась более чем в 25 фильмах. Была третьей женой актёра и политика М. Г. Рамачандрана (1917—1987). После смерти мужа (24 декабря 1987), главного министра штата Тамилнад и лидера правящей партии АИАДМК, заняла его место, став лидером партии, а также сформировала правительство. Её лидерство, однако, не было признано значительной частью активистов партии. Кабинет во главе с Джанаки просуществовал 24 дня в 1988 году, а сама она, проиграв на государственных выборах в 1989 году, ушла из политики.
Умерла от сердечного приступа.

## Фильмография

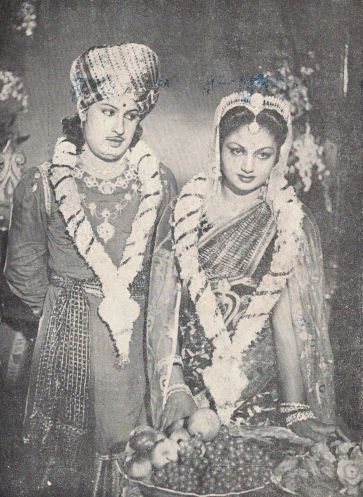
Джанака с мужем М. Г. Рамачандраной в фильме Mohini (1948)

- 1939 — Manmatha Vijayam — танцовщица
- 1940 — Krishnan Thoothu — танцовщица
- 1940 — Mummanigal — танцовщица
- 1940 — Kacha Devayani — танцовщица
- 1941 — Savithiri — танцовщица
- 1941 — Ananthasayanam — Сараса
- 1942 — Gangavathar — небесная дева
- 1943 — Devakanya — Читралекха
- 1944 — Bharthruhari — спутница Пингалы
- 1945 — Maanasamrakshanam
- 1946 — Sakata Yogam
- 1947 — Pankajavalli
- 1947 — Chitra Bagavali
- 1947 — Thiyagi
- 1947 — 1000 Thalaivangi Apoorva Chinthamani — Апурва Чинтамани
- 1948 — Chandralekha — цыганка
- 1948 — Raja Mukthi — королева Мриналини
- 1948 — Mohini — Мохини
- 1949 — Velaikaari — Сараса
- 1950 — Marudhanaattu Ilavarasi — принцесса Рани
- 1950 — Laila Majnu — Зарина
- 1950 — Chandrika — Малаялам
- 1951 — Devaki — Деваки
- 1953 — Naam